# حظر النفط (1967)
الحظر النفطي عام 1967 بدأ يوم 6 يونيو 1967، بعد يوم واحد من بداية حرب الأيام الستة، بقرار عربي مشترك لردع كل البلدان الداعمة لإسرائيل عسكريا، فقامت عدد من دول الشرق الأوسط المصدرة للنفط بحظر وتحديد شحنات النفط الصادرة منها، شمل حظر البعض فقط الولايات المتحدة والمملكة المتحدة، في حين فرض آخرون حظرا شاملا على صادرات النفط، الحظر النفطي لم يسبب انخفاضا كبيرا في كمية النفط المتاحة في الولايات المتحدة أو أي من البلدان الأوروبية المتأثرة، ويرجع ذلك أساسا إلى عدم وجود تضامن وتوحيد في البلدان المشاركة في الحظر، وانتهى الحظر فعليا في 1 سبتمبر مع صدور قرار الخرطوم.

## قرارات وزراء النفط
وخلال 9 يونيو - 18 يونيو مؤتمر وزراء النفط في بغداد قام عدد من الدول العربية بإصدار بيان يشمل قرارين بالإجماع بالاجماع:
1. «لا يسمح بوصول النفط العربي بشكل مباشر أو غير مباشر للدول المعتدية أو البلدان المشاركة في العدوان على سيادة أي دولة عربية أو أراضيها أو مياهها الإقليمية، ولا سيما خليج العقبة».
2. «مشاركة أي بلد، بشكل مباشر أو غير مباشر في العدوان المسلح ضد الدول العربية سوف تجعل أصول شركاته ومواطنيه داخل أراضي البلدان العربية تخضع لقوانين الحرب، ويشمل ذلك أصول شركات النفط.»

وشمل البيان الجمهورية العربية المتحدة، سوريا، الكويت، ليبيا، المملكة العربية السعودية، الجزائر، البحرين، أبوظبي، وقطر، العراق أرسلت نسخا من قرار المجلس لسفارتي إيران واندونيسيا، وتسعى لدعم من فنزويلا.

## الحظر النفطي
العراق كان أول بلد يقوم بالحد من شحنات النفط، وتم الحظر شحنات النفط القادمة من العراق، الكويت، الجزائر، البحرين عن الولايات المتحدة والمملكة المتحدة في 6 يونيو، سوريا أوقفت جميع صادرات النفط، وليس فقط عن بلدان محددة من أجل تفادي إعلان دول محددة كدول معتدية.
فقد الحظر النفطي الكثير من فاعليته بسبب عدم اتفاق البلدان المشتركة فيه على آراء موحدة، كما تم الالتفاف عليه بإرسال شحنات النفط إلى بلدان لا يحظر التصدير لها، ومن هناك يتم إرسالها إلى البلدان التي تقع تحت الحظر.

## قرار الخرطوم
قرار الخرطوم الصادر في 1 سبتمبر سمح للدول المنتجة للنفط (الكويت، المملكة العربية السعودية، وليبيا) باستئناف صادرات النفط واستعادة هذا المصدر الحيوي للدخل، وفي مقابل ذلك، وافقوا على إعطاء معونة السنوية ل«ضحايا العدوان الصهيوني» وهي مصر والأردن (266 مليون دولار و 112 مليون دولار على التوالي).